# جيم بانكس
جيم بانكس (بالإنجليزية: Jim Banks)‏ هو سياسي أمريكي، ولد في 16 يوليو 1979 في كولومبيا سيتي في الولايات المتحدة. حزبياً، نشط في الحزب الجمهوري.

## مناصب
- في انتخابات مجلس النواب الأمريكي 2016، انتخب عضو مجلس النواب الأمريكي عن دائرة الدائرة الانتخابية الثالثة في إنديانا [الإنجليزية]‏ وقد انضم خلال فترته النيابية [الإنجليزية]‏ (3 يناير 2017 – 3 يناير 2019)  للكتلة البرلمانية الحزب الجمهوري.
- انتخب عضو مجلس النواب الأمريكي (3 يناير 2017 – ).
- انتخب عضو  [لغات أخرى]‏ (2008 – 2010).
- انتخب رئيس مجلس الإدارة (2007 – 2011).
- انتخب عضو مجلس ولاية إنديانا (2010 – 2016).

## وصلات خارجية
- الموقع الرسمي